# 日本から国外に譲渡された中古鉄道車両
日本から国外に譲渡された中古鉄道車両では、かつて日本国内で使用され、日本国外に譲渡された鉄道車両について記述する。なお、もとより日本国外向けとして製造された日本製車両については、本項では扱わない。

## 概要
老朽化や運用路線・列車の廃止、あるいは運用者の都合などで廃車となった、日本国内で運用されていた鉄道車両を日本国外にて再利用しているケースが多数存在する。これは、いわゆる「リユース」活用を目的にしたもので、自動車においても同様の傾向が見られる。

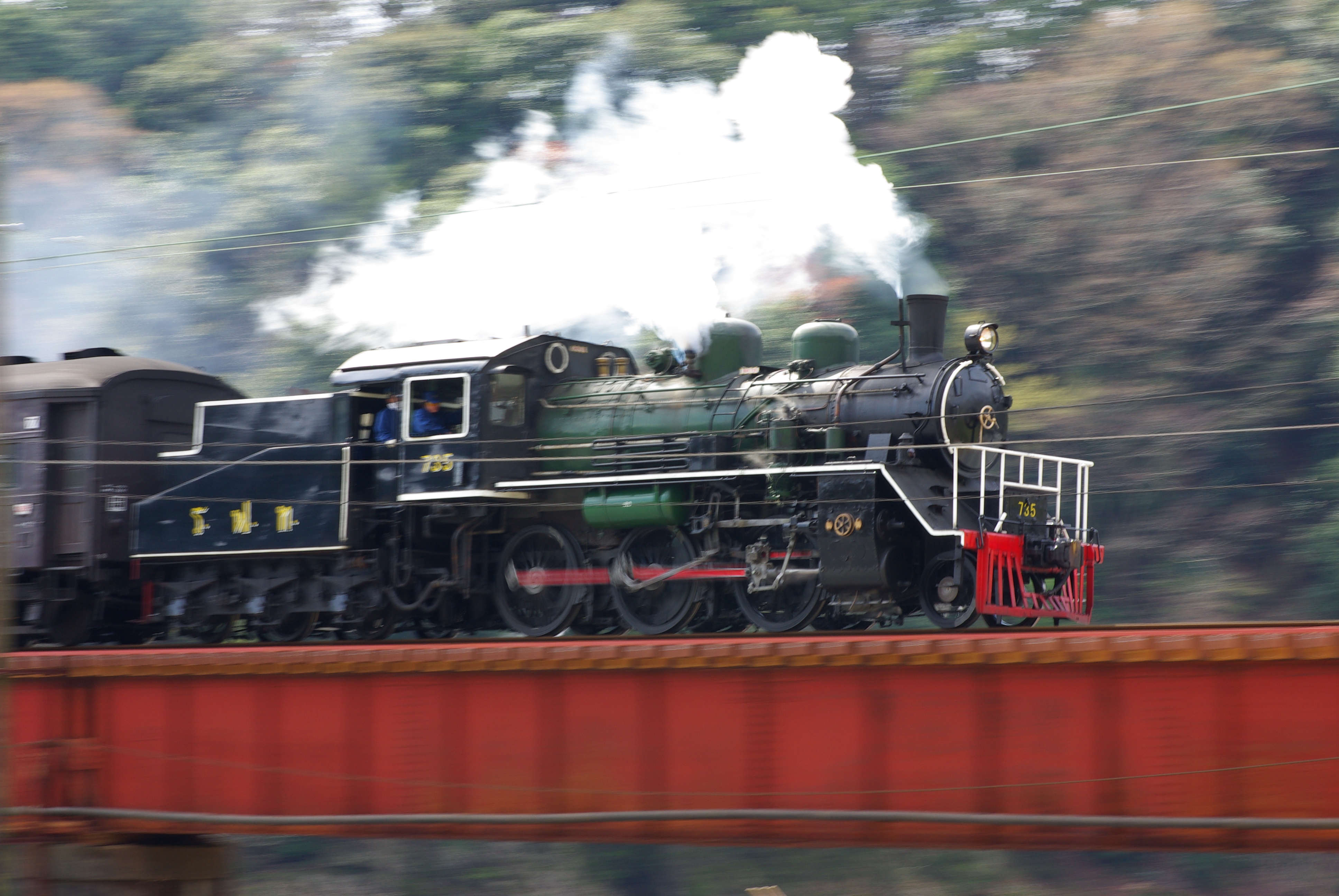
南方へ供出され、戦後日本に「帰還」したC56形

戦前・戦時中から、日本内地から日本の勢力圏内の各国へ向けての、路面電車、機関車、気動車、貨車等の中古鉄道車両の輸出は存在した。また、特に戦時中は、現在見られるような国内で使用されなくなった車両の譲渡ではなく、軍の要請により使用中の車両が供出され国外へ送られる戦時供出が存在したことも特筆される。例えば南方の泰緬鉄道などへ送られたC56形の事例は、戦後2両が日本へ帰還することとなったほか、今なおタイ国内で現役の個体が存在することからよく知られている。さらに、「日本」の定義に外地を含めるならば、朝鮮総督府鉄道、南満洲鉄道、満洲国鉄（国線）などの間での車両のやり取りや敗戦に伴う各国軍・鉄道当局への引き継ぎなど、日本から外国に引き渡された車両は膨大な数に上る。
戦後は散発的な譲渡はあったものの、以上のような大規模な中古車両の国外譲渡はしばらく途絶えていた。1990年代に入ると、ロシア国鉄（サハリン）へキハ58系気動車が、タイ国鉄へキハ58系気動車や12系客車がそれぞれまとまった数譲渡されるなど、再び中古車両の大規模な輸出が行われるようになり、今日までに機関車や気動車、客車、保線車両などが国外へ多数譲渡されている。
電車の譲渡も行われており、大規模なものとしては1995年にアルゼンチンのブエノスアイレス地下鉄へ営団丸ノ内線の500形を譲渡したことを皮切りに、インドネシアへJR東日本205系電車が600両以上譲渡されるなど、譲渡事例も増えている。
また、2026年には、初めて自力で走行可能な状態の新幹線電車（JR東日本E5系・E3系）が、編成単位でインドへ譲渡される予定である。
通常は譲渡先での運用が終了した後は現地で解体されるが、先述のC56形や、ブエノスアイレス地下鉄に譲渡された営団500形4両のように、日本に里帰りした車両も存在する。

## 譲渡先
マルチプルタイタンパーなどの保線車両を除いた、戦後に輸出・譲渡された車両を国・年度別に示す。
なお、専ら展示・研修等を目的に譲渡され、鉄道車両として走行することを目的としていない車両は斜体にて示す。
- ロシア
  - ロシア国鉄（サハリン）

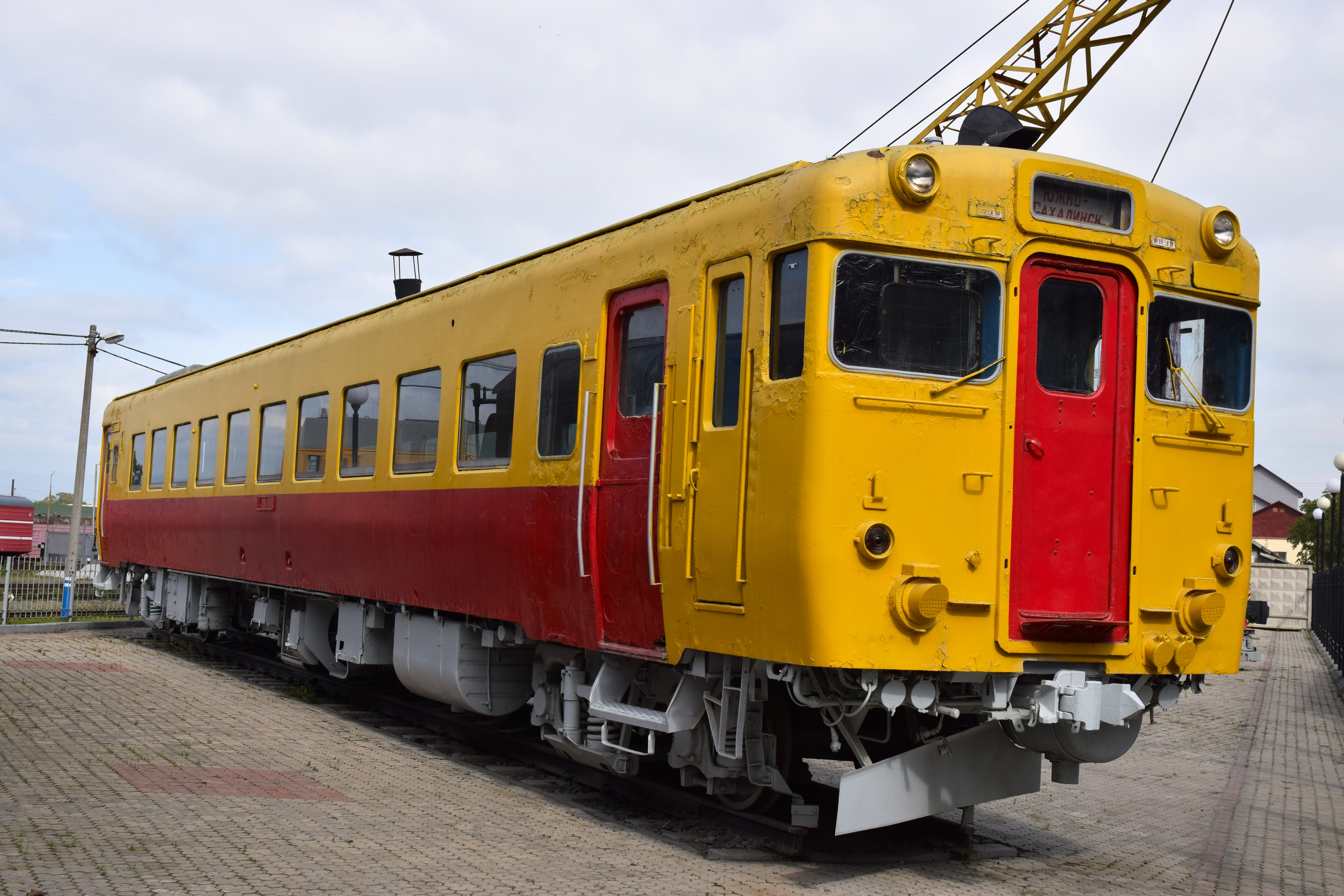
ロシアにて使用された元JRキハ58形気動車（博物館展示車両）

    - 1993年 - JR東日本キハ58系気動車、JR東日本オハフ50形客車
- 韓国
  - 米国陸軍輸送隊
    - 1957年 - 米国陸軍輸送隊タキ3000形貨車

  - 鉄道公園「京春線森道」
    - 2018年 - 広島電鉄900形電車[注釈 3]
- 中華人民共和国
  -     - 年度不明 - JR西日本キハ58系気動車
- 台湾
  - 台湾高速鉄道
    - 2007年 - JR東日本DD16形ディーゼル機関車、JR西日本DD14形ディーゼル機関車、JR西日本0系新幹線電車[3]

  - 台北機廠鉄道博物館園区
    - 2017年 - JR東日本583系電車[注釈 4][7]
- ベトナム
  - ベトナム国鉄
    - 1977年 - 日本国有鉄道DD11形ディーゼル機関車

- タイ
  - タイ国鉄

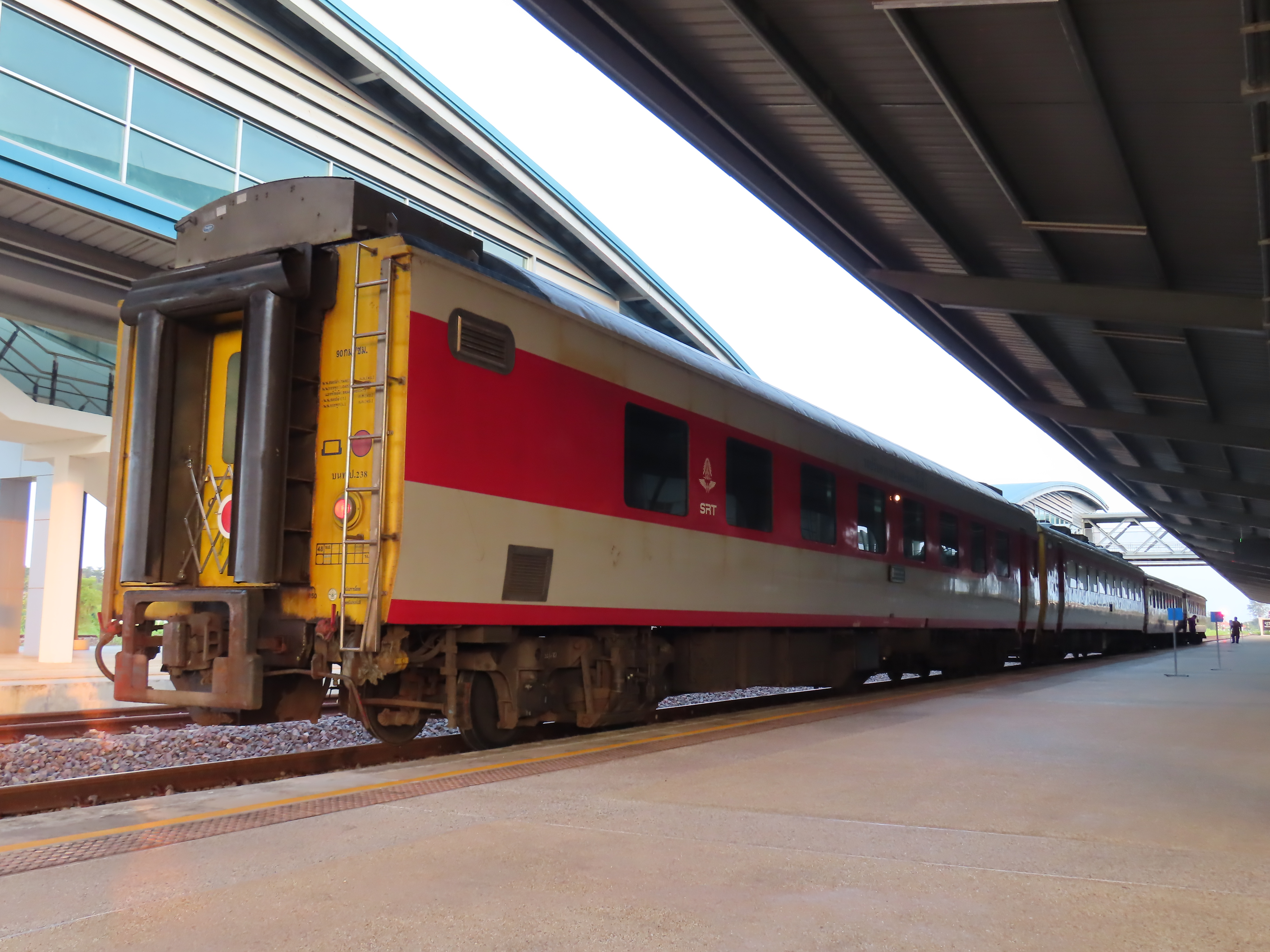
タイ-ラオス間国際列車にて使用される元JR14系・24系客車

    - 1997年・1999年 - JR西日本キハ58系気動車、JR西日本12系客車
    - 2004年 - JR西日本14系客車
    - 2008年 - JR西日本24系客車、JR西日本14系客車
    - 2016年 - JR北海道14系客車
    - 2021年 - JR北海道キハ183系気動車
    - 2024年 - JR東日本キハ48形気動車

  - タイ国内の軌道工事会社
    - 2000年 - JR北海道及びJR西日本DD51形ディーゼル機関車[8]

  - A.S. ASSOCIATED ENGINEERING (1964)
    - 2018年 - JR北海道DD51形ディーゼル機関車

  - コンケーン市
    - 2019年 - 広島電鉄の路面電車2両[9][10]（うち1両は900形電車[11]）

  - タイ国内の建設会社
    - 2018年 - デンカ（旧電気化学工業）DS-6形ディーゼル機関車
    - 2020年頃 - 八戸臨海鉄道DD56形ディーゼル機関車[12]
- ラオス
  - ラオス鉄道公社
    - 2025年 - JR北海道DD51形ディーゼル機関車[13]
- カンボジア
  - カンボジア・ロイヤル鉄道
    - 2023年- JR北海道キハ183系気動車[14]
- フィリピン
  - フィリピン国鉄
    - 1999年・2001年 - JR東日本12系客車、JR東日本14系客車
    - 2003年 - JR九州12系客車
    - 2010年 - JR東日本14系客車
    - 2011年 - JR東日本キハ59形・キハ29形気動車「こがね」、JR東日本203系電車、JR東日本キハ52形気動車
    - 2015年 - 関東鉄道キハ350形気動車

  - パナイ鉄道（英語版）
    - 1970年代 - 八幡製鐵→新日本製鐵日立製作所製ディーゼル機関車[15]

  - FEATI大学鉄道工学科
    - 2020年 - 東京メトロ02系電車[注釈 5][16]
- マレーシア
  - マレーシア鉄道公社
    - 2004年 - JR貨物DD51形ディーゼル機関車
    - 2010年 - JR西日本24系客車・JR西日本14系客車・JR九州14系客車

  - サバ州立鉄道
    - 2015年 - 会津鉄道キハ8500系気動車

  - DAHYA MAJU INFRASTRUCTURE ASIA (DMIA)
    - 2010年以前 - 元JR西日本DD51形ディーゼル機関車[注釈 6][8]

- インドネシア

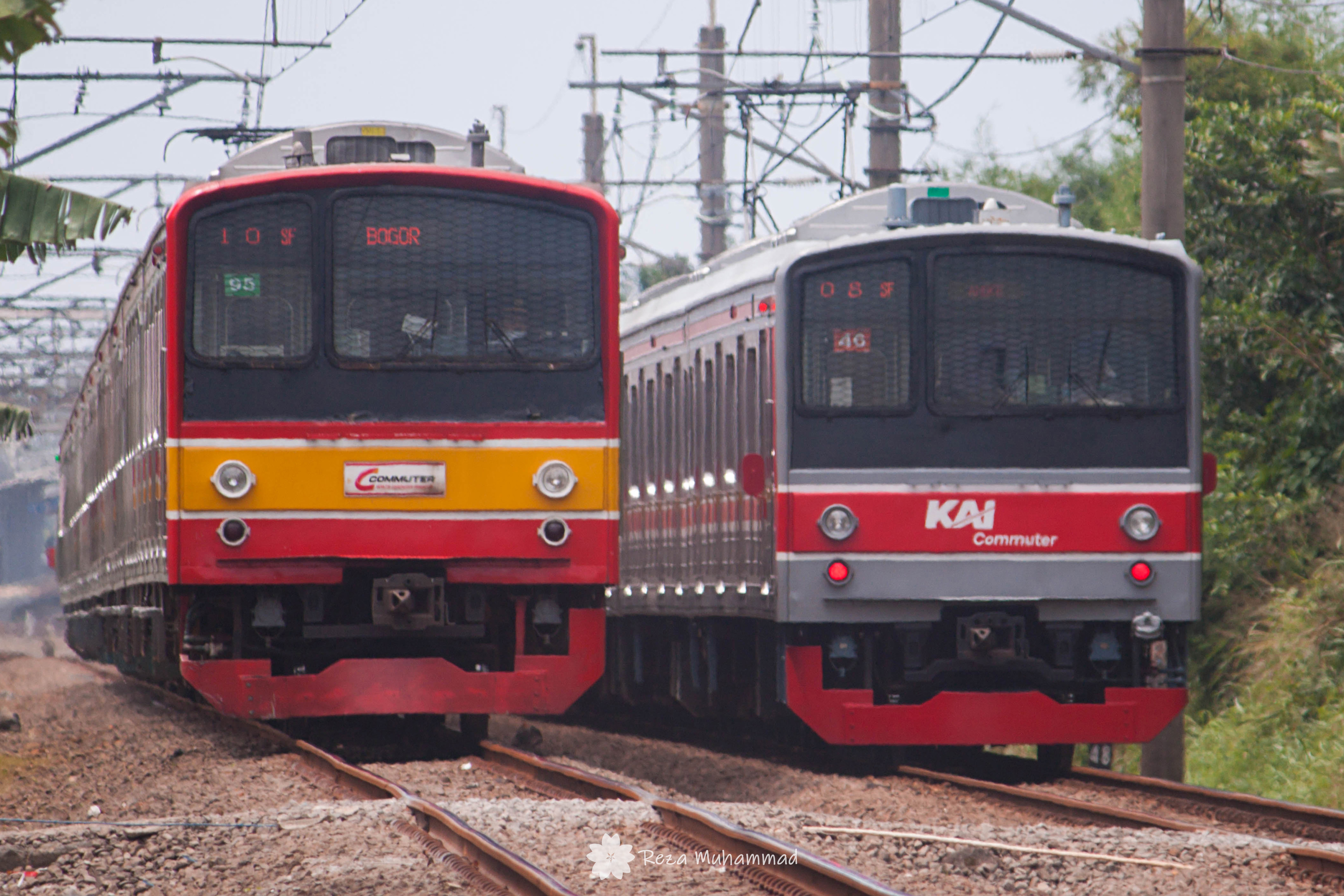
ジャカルタ近郊で使用される元JR205系電車

  - PT. Kereta Api → PT Kereta Commuter Indonesia（以下PT KCI）
    - 2000年 - 都営地下鉄6000形電車
    - 2004年 - JR東日本103系電車（京葉車両センター所属で武蔵野線用の編成）
    - 2005年 - 東急8000系電車
    - 2006年 - 東急8500系電車
    - 2006年 - 東京メトロ5000系電車、東葉高速鉄道1000形電車
    - 2009年 - 東急8500系電車（KCI導入編成）
    - 2010年 - 東京メトロ7000系電車、東京メトロ05系電車
    - 2011年・2016年 - 東京メトロ6000系電車、JR東日本203系電車
    - 2013年 - JR東日本205系電車（埼京線）
    - 2014年 - JR東日本205系電車（横浜線）
    - 2015年 - JR東日本205系電車（南武線）
    - 2018年 - JR東日本205系電車（武蔵野線）
- ミャンマー
  - ミャンマー国鉄
    - 2003年・2004年 - 名鉄キハ20形・キハ30形気動車
    - 2005年 - JR西日本キハ58系気動車、JR貨物DD51形ディーゼル機関車
    - 2005年 - のと鉄道のと鉄道NT100形気動車
    - 2006年 - 北海道ちほく高原鉄道CR70形気動車、天竜浜名湖鉄道TH1形気動車
    - 2007年 - 真岡鐵道モオカ63形気動車、三陸鉄道36-300形・36-400形気動車、JR東日本キハ52形気動車、JR東日本キハ58形気動車、甘木鉄道甘木鉄道AR200形気動車
    - 2008年 - JR北海道24系客車、JR北海道キハ183系気動車
    - 2009年 - 三陸鉄道36-100形気動車
    - 2011年 - 平成筑豊鉄道100形気動車、平成筑豊鉄道300形気動車、JR四国キハ47形気動車
    - 2012年 - JR西日本キハ181系気動車、いすみ鉄道いすみ200形気動車、JR北海道キハ48形気動車、JR北海道キハ141系気動車、JR東日本キハ38形気動車、JR北海道ホキ800形貨車、JR北海道チ1000・チラ1000形貨車
    - 2015年 - JR東海キハ11形気動車、JR東海キハ40系気動車、JR東日本キハ40系気動車、広島電鉄750系電車、広島電鉄3000系電車
    - 2018年 - JR北海道DD51形ディーゼル機関車、JR北海道ホキ800形貨車
    - 2020年 - JR東日本キハ47形気動車
    - 2023年 - JR東海キハ11形気動車、JR東海キハ40系気動車[注釈 7][17]
- イギリス
  - イギリス国立鉄道博物館
    - 2001年 - JR西日本0系新幹線電車[注釈 8][2]
- アメリカ合衆国
  - サンフランシスコ市営鉄道
    - 1986年 - 広島電鉄570形電車[18][19]
    - 1988年 - 阪堺電気軌道モ151形電車[20]

- アルゼンチン

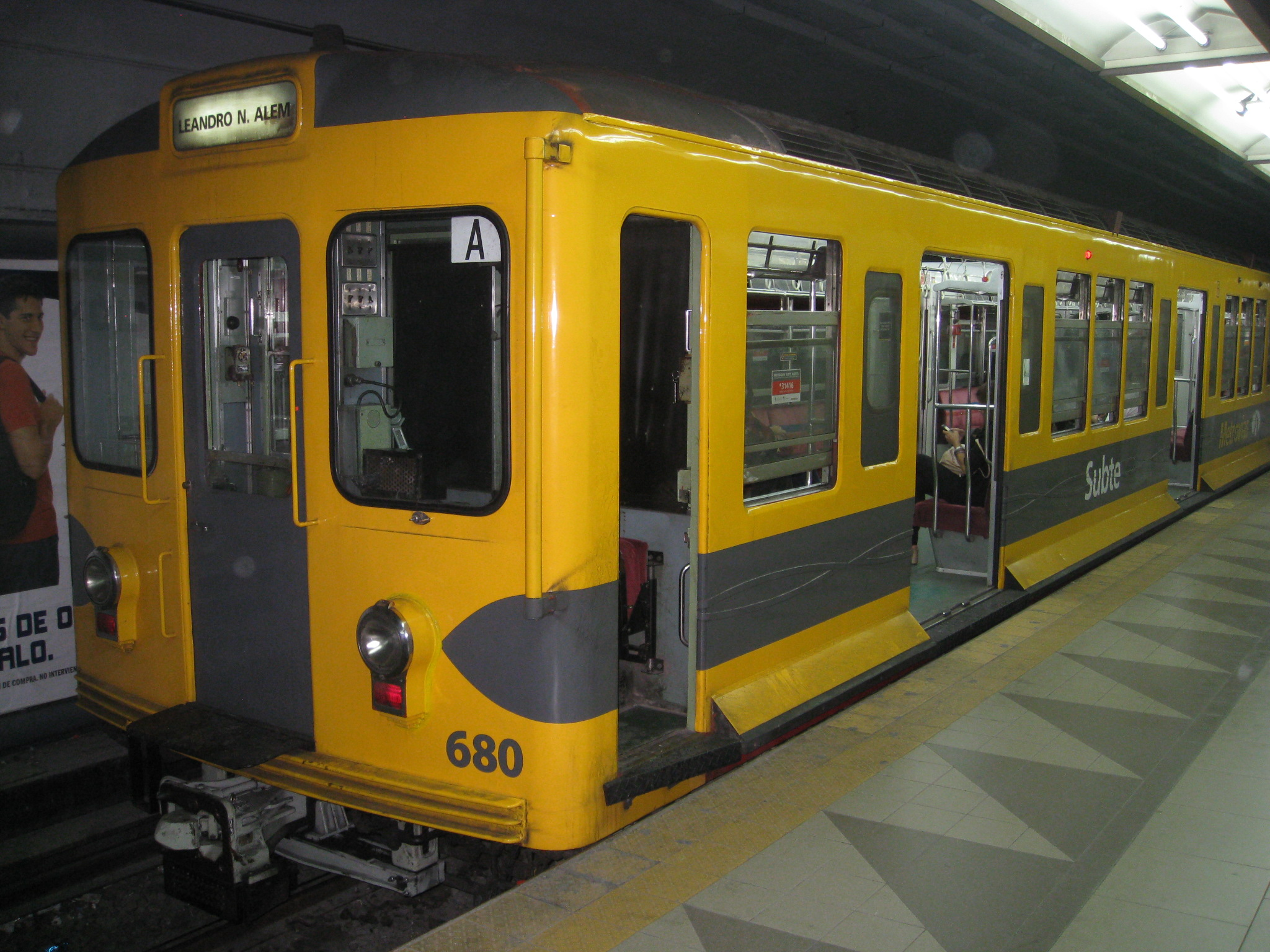
ブエノスアイレスにて使用される元営団500形電車

  - ブエノスアイレス地下鉄（ブエノスアイレス地下鉄公社、メトロビアス）
    - 1995年 - 営団地下鉄500形電車[注釈 9]
    - 1999年 - 名古屋市営地下鉄250形電車、300形電車
    - 2014年 - 名古屋市営地下鉄5000形電車
- コンゴ民主共和国
  - マタディ・キンシャサ鉄道
    - 2023年 - キハ183系気動車[21][22][23]